# Hachemi Benchennouf
Hachemi Benchennouf ou Si El Hachemi ben Si Ali Bey Ben Mihoub Benchennouf, né le 15 avril 1895 à Kenchela (Algérie) et mort le 11 juin 1971 à Nice, est un homme politique français, grand officier de la Légion d'honneur.
Importante personnalité algérienne musulmane durant l'Algérie française, il est député du département de Constantine dans le Gouvernement provisoire de la République française en 1945-1946 puis sous la Quatrième République de 1946 à 1951.

## Biographie

### Famille
Issu d'une très ancienne famille de noblesse d'épée, dont un des membres avaient obtenu le titre de bey au XVe siècle, Hachemi est le fils de Si Bouhafs ben Mihoub Benchennouf (1870-1918), agha honoraire en 1915 et commandeur de la légion d'honneur. Il est  également le neveu de Si Ali bey ben Mihoub Benchennouf (1860-1915), délégué financier de Khenchela de 1901 à 1915, grand officier de la Légion d'Honneur,.
Ami de Ferhat Abbas, il se marie avec Joséphine, une française de Strasbourg avec qui il a un fils AbdelKader (1915 Khenchela-1994 Nice), caïd et chevalier de la Légion d'Honneur.

### Carrière
Pendant la première Guerre mondiale, engagé volontaire en août 1914 à la tête de cent cinquante goums, il est lieutenant dans le Régiment de spahis auxiliaires algériens, commandé par le colonel du Jonchay. Il sert pendant quatorze mois dans la Somme, devant Arras, à Dixmude et à Nieuport. Il est d'abord cité à l'ordre du régiment et décoré de la croix de guerre puis fait Chevalier de la Légion d'Honneur le 17 avril 1917 pour sa conduite au front,.
Démobilisé à la suite de l'assassinat de son oncle  Si Ali bey  en septembre 1915, il est nommé caïd  des douars Mahmed et Maggada de Kenchela par le gouvernement français qui le désigne pour la première mission du pèlerinage à La Mecque en 1916.
En 1920, il est délégué financier et joue un rôle important au sein du mouvement Jeunes-Algériens.
Le 10 avril 1925, il est arrêté, avec cinq autres Algériens musulmans, soupçonné de l'assassinat le 29 août 1919 de Jérôme Sarrailler, maire de Khenchela,. Inculpé, il choisit  comme avocat Paul Cuttoli. Jugés le 8 novembre 1926, les six accusés sont acquittés.
Il est promu Officier de la Légion d'Honneur le 25 août 1930 (promotion du centenaire de l'Algérie), Commandeur de la Légion d'Honneur le 12 mars 1936 puis élevé à la dignité de Grand officier le 12 juillet 1945.
Sa carrière politique commence réellement après la Seconde Guerre mondiale.
Il est élu député en 1945 dans le Gouvernement provisoire de la République française puis réélu en 1946 sous la Quatrième République.
Jusqu'en 1951, il est un député très actif et  dépose dix-huit textes, dont certains relatifs au statut de l'Algérie, problème majeur abordé lors de la session parlementaire de 1947. Il intervient également souvent dans les discussions liés aux problèmes et à la politique en Indochine, en Algérie et à Madagascar notamment lors de l'insurrection malgache de 1947,.
Hachemi est dans le même temps maire de Khenchela  de 1948 à 1954, fait très rare pour un Algérien musulman durant cette période,.
En mars 1951, Marcel-Edmond Naegelen, gouverneur de l'Algérie, démissionne à la suite d'une affaire d'élections truquées, et met en cause Benchennouf dans un article publié dans Le Monde. Benchennouf, très content de cette démission, se félicitera « d'avoir eu la peau de Naegelen »,,,. 
Le 7 mai 1951, Hachemi démissionne de son mandat de député pour se consacrer à l'Assemblée algérienne ou il siège depuis 1948.
Le lendemain des attentats de la Toussaint rouge le 1er novembre 1954, alors qu'il est maire de Khenchela, localité des Aurès où des attentats ont eu lieu, René Mayer et Pierre Dupuch, préfet de Constantine, se méfient de lui. Ils le soupçonnent d'avoir été au courant des attaques et veulent l'arrêter mais il n'est pas inquiété grâce à son amitié avec le maire d'Alger, Jacques Chevallier. 
Il tente de  réintégrer l’Assemblée nationale lors des élections partielles du 13 et 27 mars 1955 mais il échoue,.
Menacé de mort par les indépendantistes, il quitte la même année l'Algérie pour aller vivre en métropole, d'où est originaire son épouse et s'installe à Nice.
Il meurt le 11 juin 1971 à Nice.

## Mandat
- Du 21 octobre 1945 au 10 juin 1946 : député de Constantine, Gouvernement provisoire de la République française, Ire Assemblée nationale constituante
- Du 10 novembre 1946 au 7 mai 1951 : député de Constantine, Quatrième République, Ire législature

## Distinctions
- Grand officier de la Légion d’Honneur (1945)
  - Commandeur de la Légion d'Honneur (1936)
  - Officier de la Légion d'Honneur (1930)
  - Chevalier de la Légion d'Honneur (1917)

- Croix de guerre 1914-1918
- Officier de l'Ordre du Ouissam alaouite